# Svetozar Miletić (polityk)
Svetozar Miletić (serb. Светозар Милетић; ur. 22 lutego 1826 w Mošorinie, zm. 4 lutego 1901 we Vršacu) – serbski polityk, prawnik i publicysta.

## Życiorys
W 1854 roku ukończył studia prawnicze na Uniwersytecie Wiedeńskim. Od 1856 roku prowadził kancelarię adwokacką w Nowym Sadzie.
Był zwolennikiem panslawizmu i jugoslawizmu. W trakcie Wiosny Ludów podejmował się antyaustriackiej agitacji. Opowiadał się także za wznieceniem antyosmańskiego powstania na Bałkanach. Pisywał dla radykalnych czasopism Napredak, Slavenski jug i Srbski dnevnik. W 1861 roku został burmistrzem Nowego Sadu. Był założycielem Serbskiej Ludowej Partii Wolności (serb. Srpska narodna slobodoumna stranka), która na terenie Wojwodiny skupiała zwolenników liberalizmu. W 1865 roku został posłem do parlamentu węgierskiego i bronił narodowych interesów Chorwacji. W 1866 roku założył gazetę Zastava. Z jego inicjatywy powstała organizacja Ujedinjena omladina srpska. Popierał powstanie w Hercegowinie.
Po 1883 roku wycofał się z życia publicznego w związku z chorobą psychiczną.